# Sauber C21
O  C21 é o modelo da Sauber da temporada de 2002 da F1. Condutores: Nick Heidfeld, Felipe Massa e Heinz-Harald Frentzen.

## Resultados[1]
(legenda) 
| Ano  | Chassis | Motor            | Pneus | N° | Pilotos               | 1   | 2   | 3   | 4   | 5   | 6   | 7   | 8   | 9   | 10  | 11  | 12  | 13  | 14  | 15  | 16  | 17  | Pontos | Posição |  |
| ---- | ------- | ---------------- | ----- | -- | --------------------- | --- | --- | --- | --- | --- | --- | --- | --- | --- | --- | --- | --- | --- | --- | --- | --- | --- | ------ | ------- |  |
|      |         |                  |       |    |                       |     |     |     |     |     |     |     |     |     |     |     |     |     |     |     |     |     |        |         |  |
|      |         |                  |       |    |                       | AUS | MAL | BRA | SMR | ESP | AUT | MON | CAN | EUR | GBR | FRA | GER | HUN | BEL | ITA | USA | JPN |        |         |  |
| 2002 | C21     | Petronas 02A V10 | B     | 7  | Nick Heidfeld         | Ret | 5   | Ret | 10  | 4   | Ret | 8   | 12  | 7   | 6   | 7   | 6   | 9   | 10  | 10  | 9   | 7   | 11     | 5º      |  |
| 2002 | C21     | Petronas 02A V10 | B     | 8  | Felipe Massa          | Ret | 6   | Ret | 8   | 5   | Ret | Ret | 9   | 6   | 9   | Ret | 7   | 7   | Ret | Ret |     | Ret | 11     | 5º      |  |
| 2002 | C21     | Petronas 02A V10 | B     | 8  | Heinz-Harald Frentzen |     |     |     |     |     |     |     |     |     |     |     |     |     |     |     | 13  |     | 11     | 5º      |  |